# Даг Мъдрия
Даг Мъдрия (на старонорвежки: Dagr Spaka) е полулегендарен конунг от династията Инглинги, управлявал Гамла Упсала.
В Сага за Инглингите се разказва, че Даг наследил баща си Дигве и станал конунг. Той бил достатъчно умен, за да разбира езика на птиците. Имал си едно врабче, което му разказвало всичко, което се случвало по света, защото летяло надлъж и нашир. Врабчето обаче било убито от един селянин докато кълвало зрънца на нивата в имението Ворве в Страната на Готите. Понеже врабчето повече не се върнало при Даг, той заболял. Принесъл в жертва един шопар, за да попита боговете за птицата, и получил отговор, че врабецът е убит във Ворве. Тогава Даг събрал голяма войска и отплувал към Готландия. Пристигайки във Ворве, слязъл на сушата с хората си, а жителите на имението се разбягали. Привечер, след като избил мнозина и пленил други, Даг се върнал на кораба си и наредил да отплават. Докато минавали по река Шютансвад, от гората изскочил един съсипан от работа човек, който хвърлил дълга вила към тях. Тя улучила Даг в главата, той паднал от кораба си и начаса умрял.
След смъртта на Даг конунг станал неговият син Агни.